# Auroville

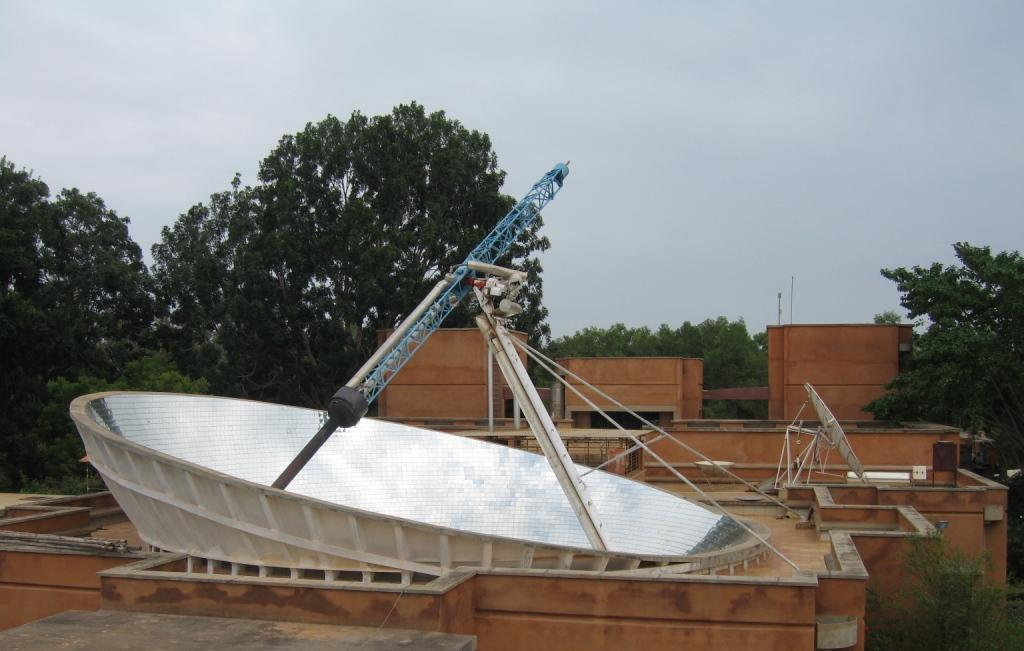
Solskål på toppen av Solköket i Auroville.

Auroville är en internationellt omtalad experimentstad med 2 814 invånare (januari 2018) i den indiska delstaten Tamil Nadu. Den ligger nära Puducherry (eller Pondichéry som den en gång hette), den forna huvudstaden för de franska kolonierna i Indien,  i östra delen av Sydindien vid Koromandelkusten. Namnet Auroville betyder Morgonrodnadens stad (efter franskans aurore, morgonrodnad, och morgonrodnadens gudinna Aurora) eller Gryningens stad (City of Dawn). Den grundades 28 februari 1968 av Mirra Alfassa (1878-1973) och utformades av den franske arkitekten Roger Anger. Namnet på Mirra Alfassas andlige samarbetspartner, filosofen och poeten Sri Aurobindo (1872-1950), har säkert också inverkat på valet av stadsnamn. Dennes samhällsteori sägs nämligen ligga till grund för stadens idémässiga framväxt. Redan 1966, två år före själva grundandet, antog även Unesco en resolution där projektet erkändes och gavs detta FN-organs stöd. 

## Galleri

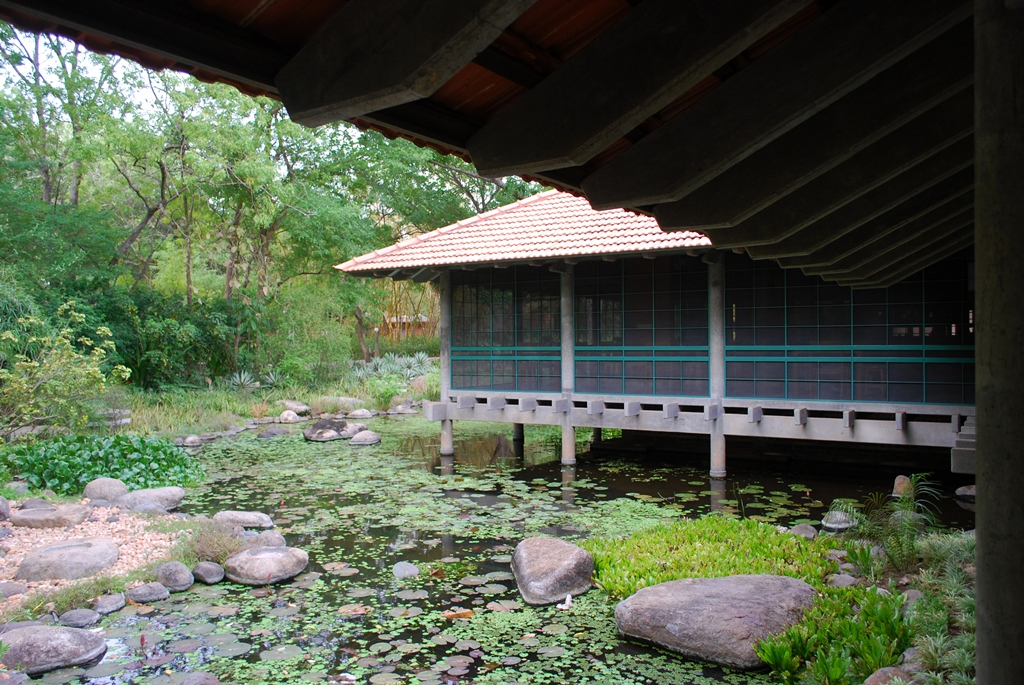
Afsana gästhus
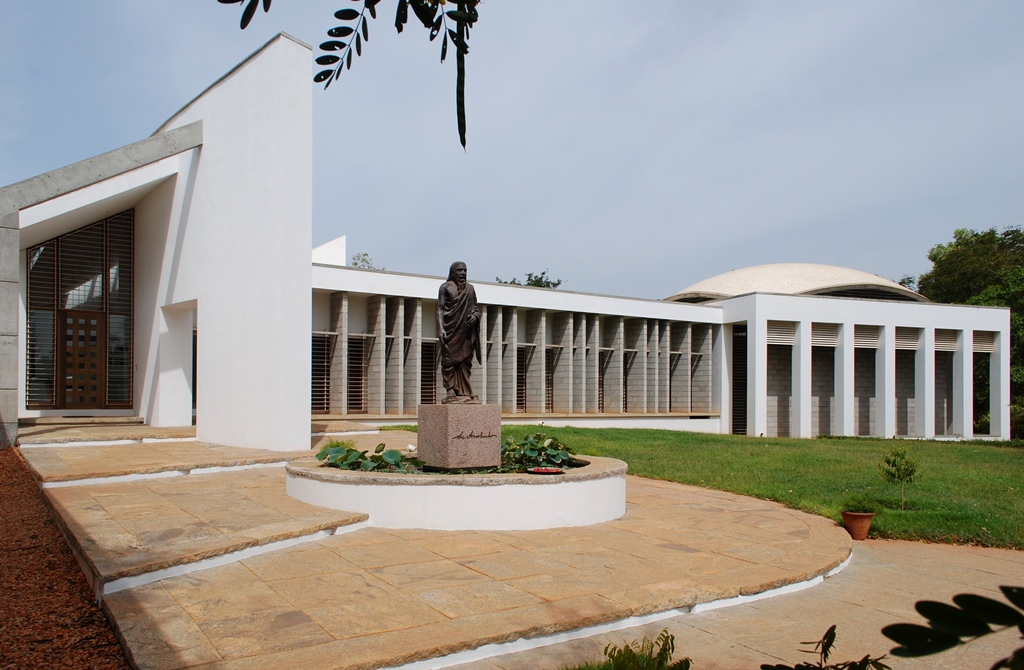
Savitri Bhawan
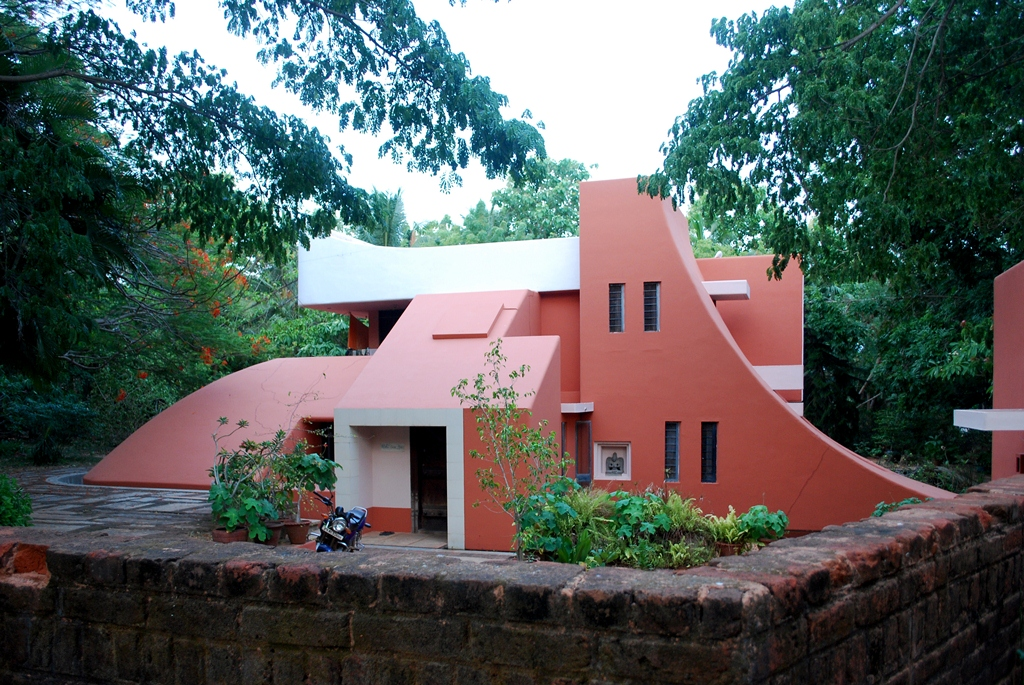
Hus i Auroville
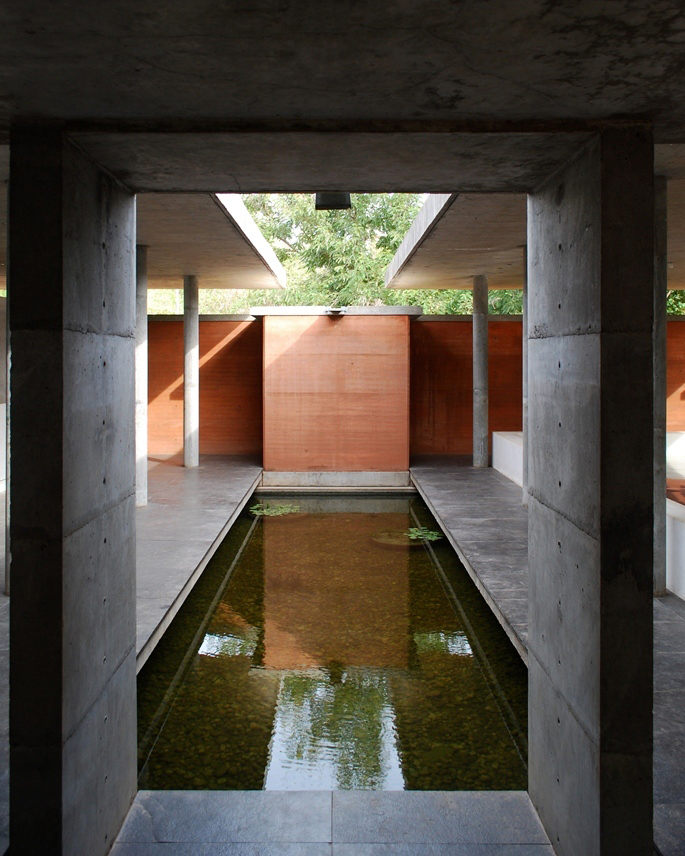
Vérité Learning Centre
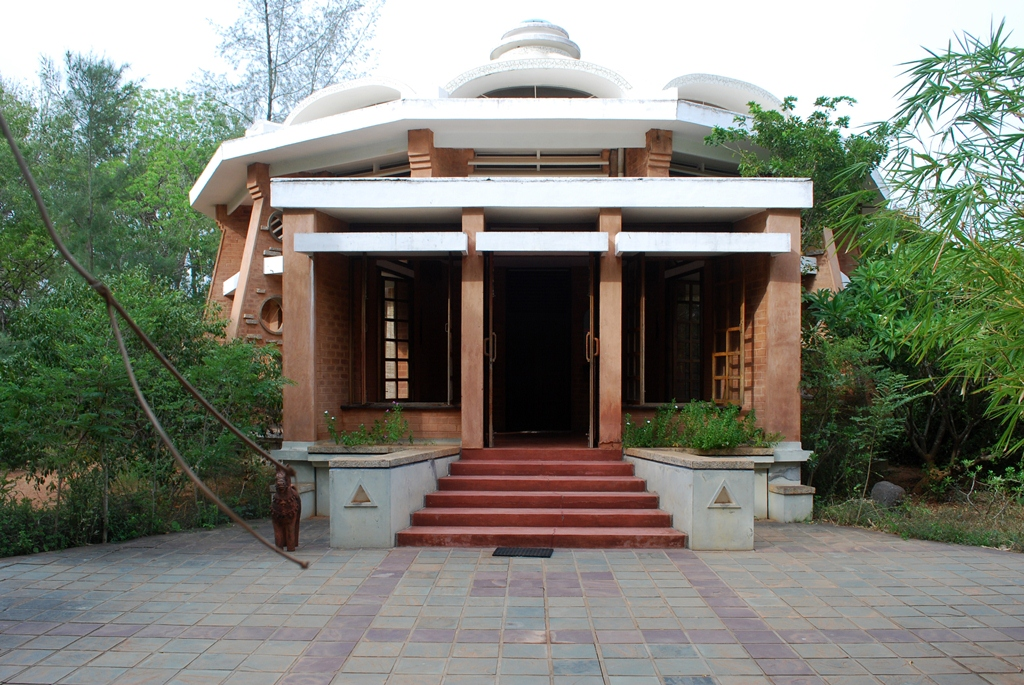
Vérité Learning Centre
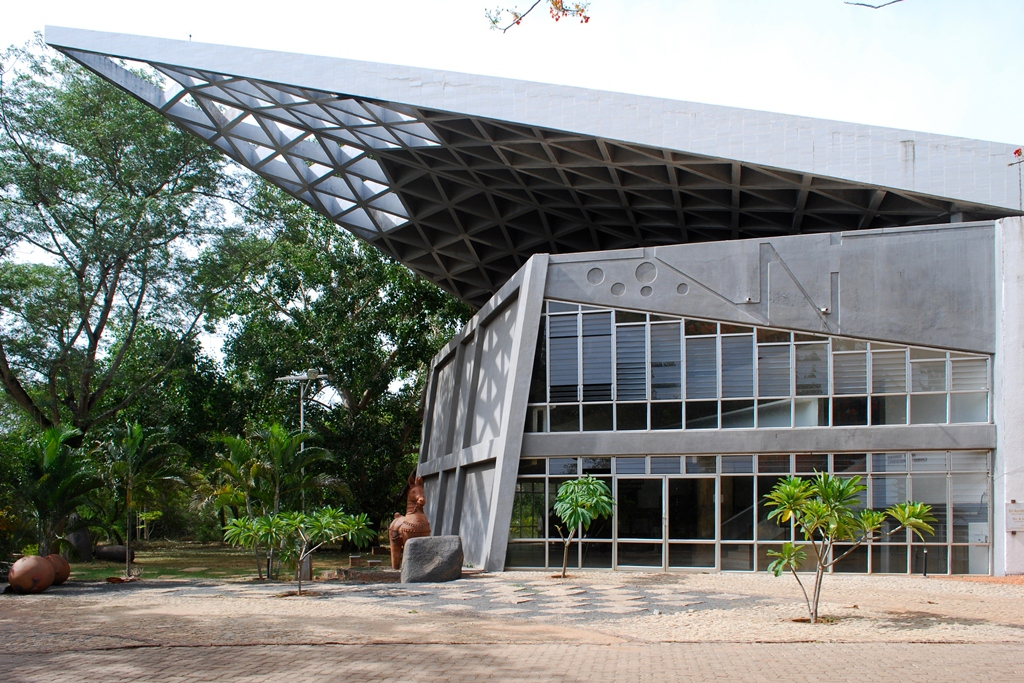
Bharat Niwas
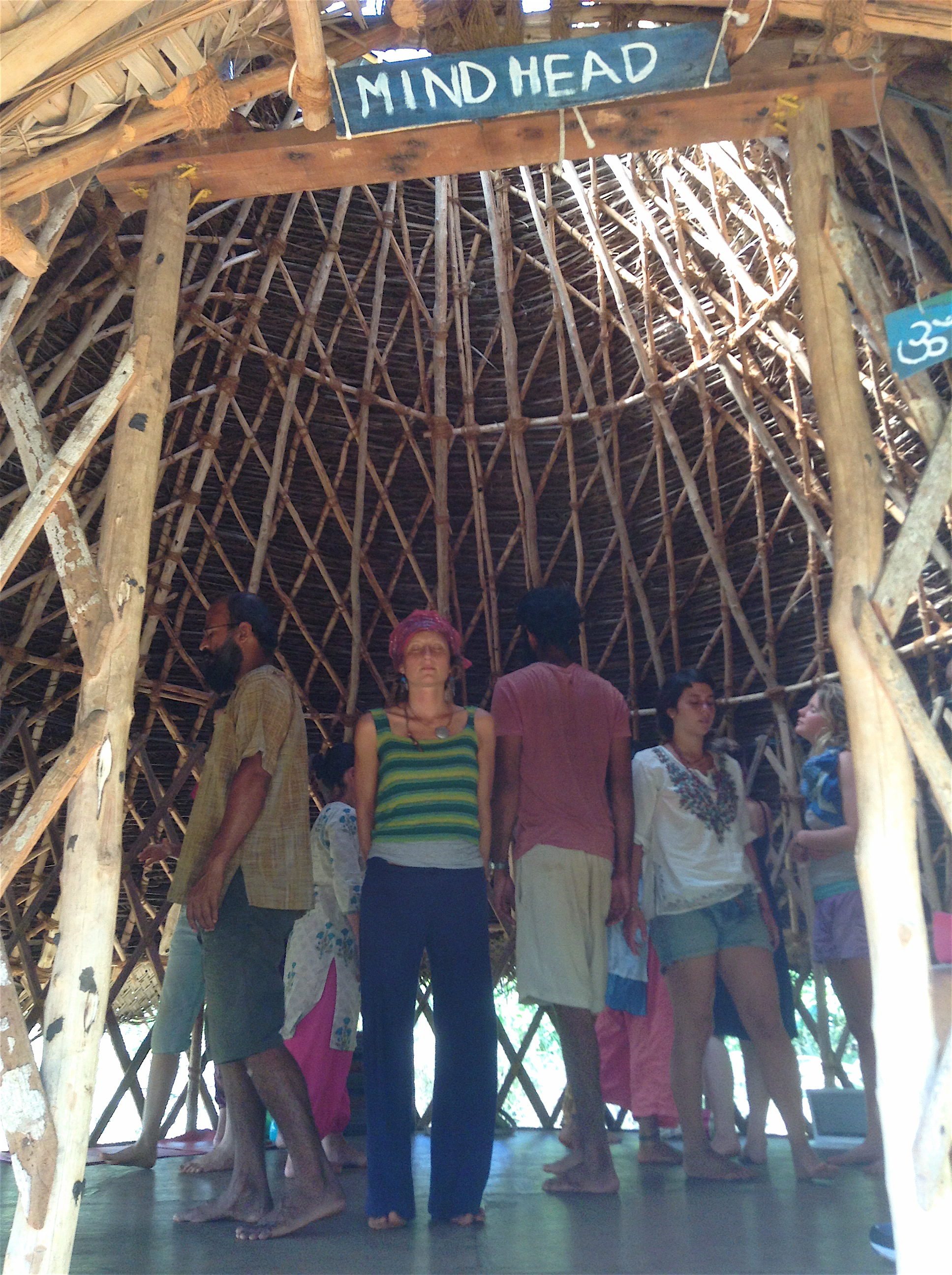
workshop i Sadhana Forest, 2014
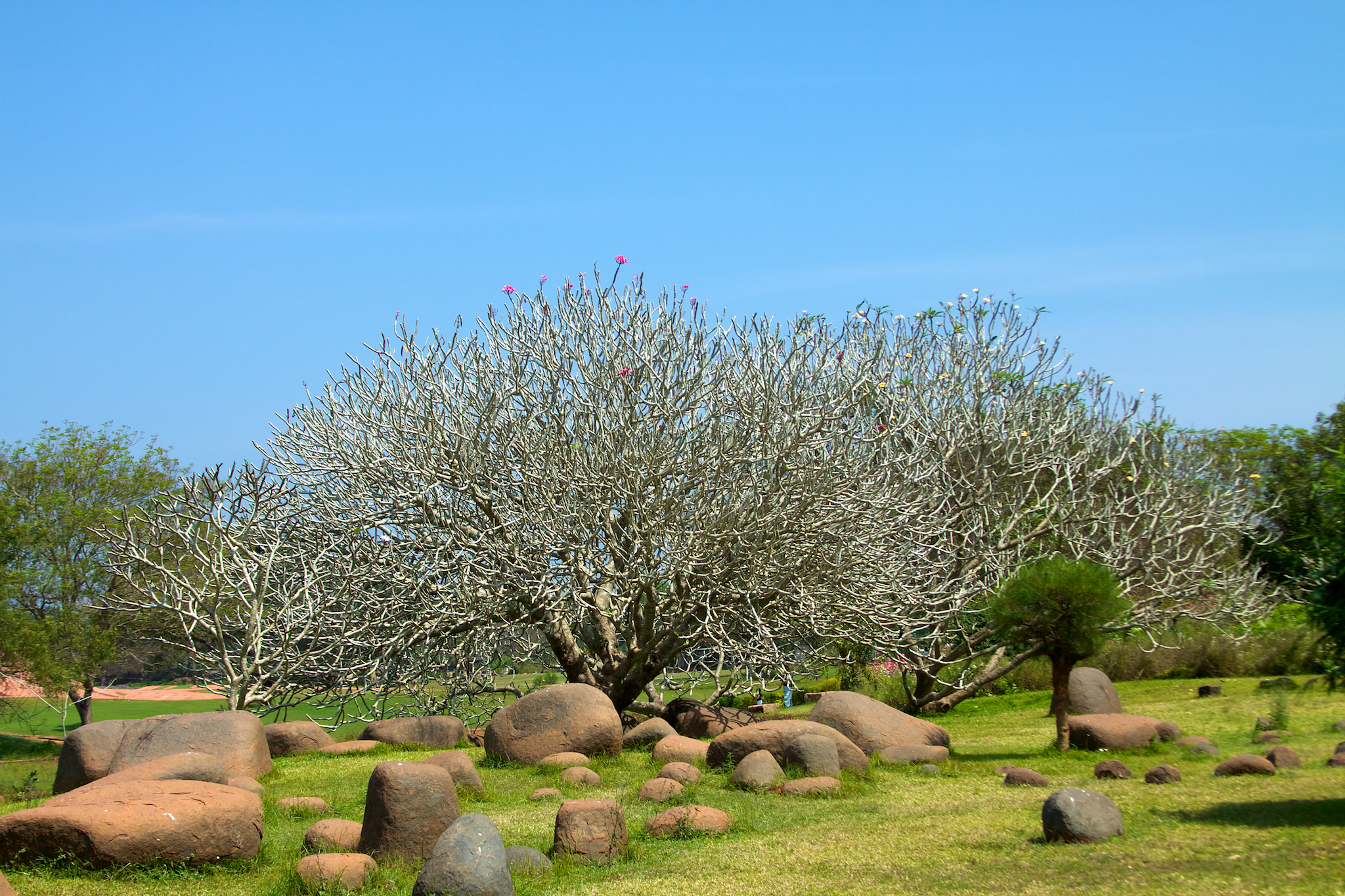
Auroville Unity Park

## Befolkning
Befolkningsutveckling:

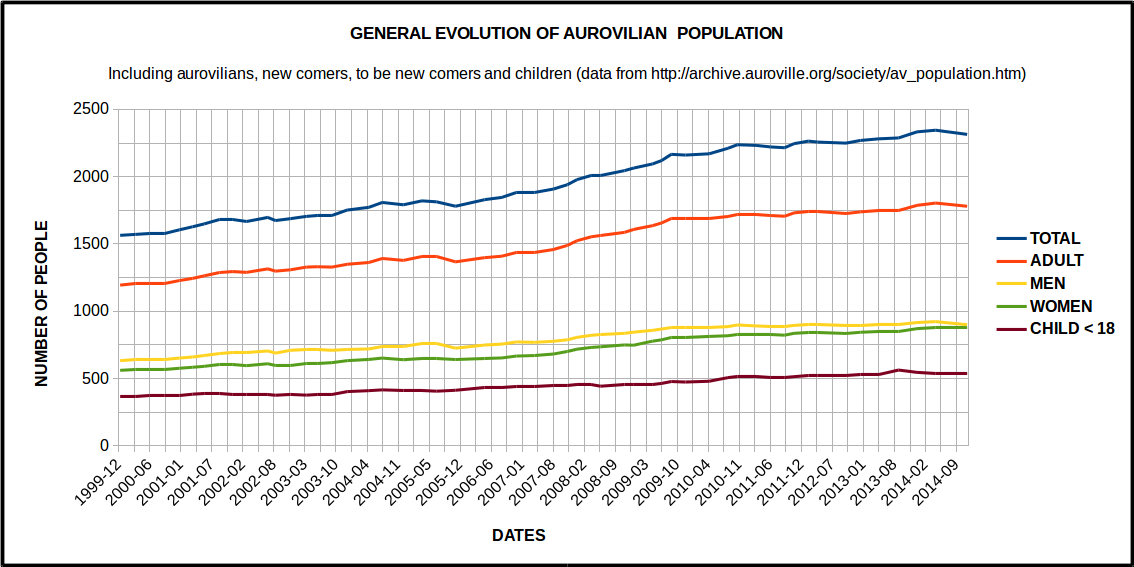
Generell befolkningsökning
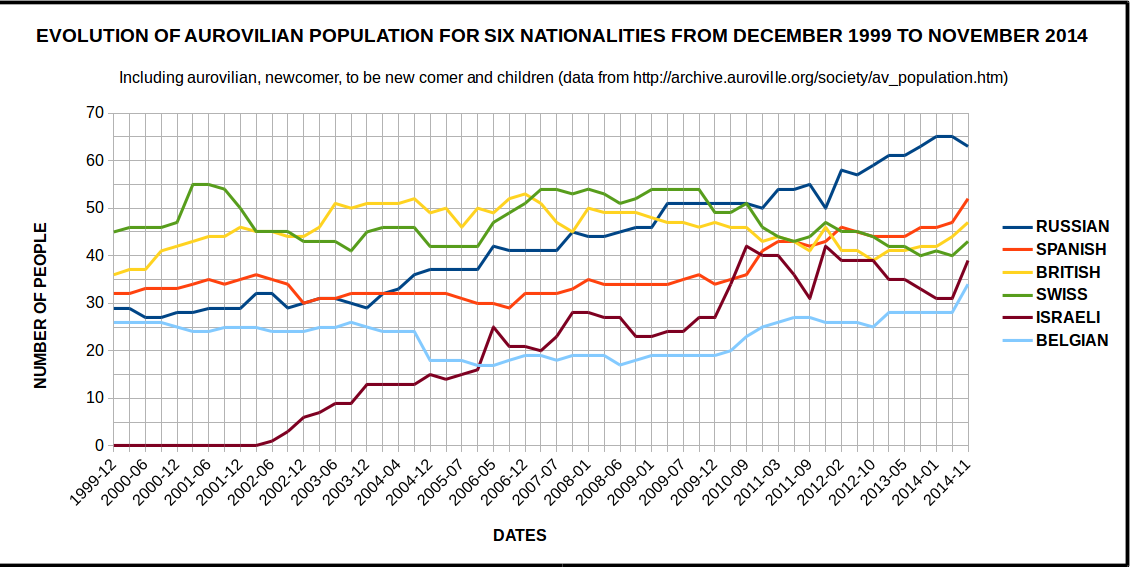
Befolkningsökningen för sex nationaliteter.
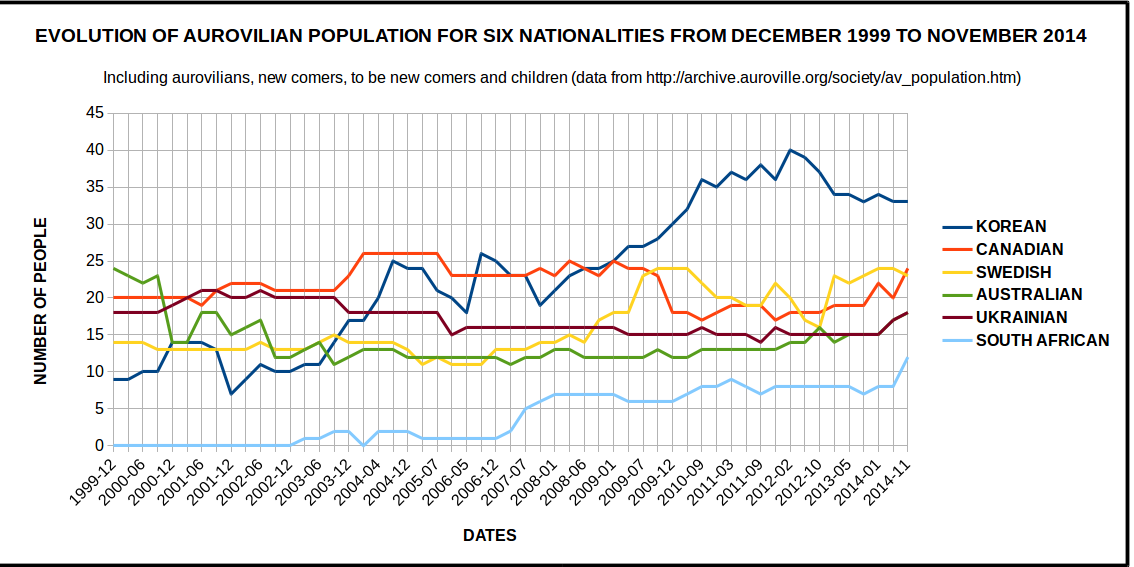
4. Befolkningsökningen för sex andra nationaliteter.